# Zeitschrift für Pädagogik
Die Zeitschrift für Pädagogik (ZfPäd) ist eine der zentralen wissenschaftlichen Zeitschriften der Erziehungswissenschaft. Sie erscheint zweimonatlich und hat eine Auflage von 1.000 Exemplaren (Beltz Mediadaten 2024). Zudem erscheint jährlich ein umfangreicheres Beiheft (ISSN 0514-2717).

## Profil
Die ZfPäd ist im disziplinären Kernbereich der Erziehungswissenschaft verankert und gilt als Forum erziehungswissenschaftlicher Diskurse in der ganzen Breite der Disziplin – sowohl thematisch als auch methodisch. Darüber hinaus werden auch Forschungsergebnisse benachbarter Bildungswissenschaften einbezogen und in ihrer Bedeutung für erziehungswissenschaftliche Fragestellungen diskutiert. In der Zeitschrift werden Projekte mit empirischen, historischen, international-vergleichenden oder grundlagentheoretisch-philosophischen Forschungszugängen vorgestellt und Themen des öffentlichen Interesses aus den Themenfeldern Erziehung, Sozialisation, Schulsystem und Unterricht kontrovers diskutiert. Auch disziplinbezogene Themen der Theoriebildung und Wissenschaftsforschung finden Beachtung. Zudem werden Artikel zu allen Bildungsbereichen (elementar bis quartär) publiziert. Ein besonderes Profilmerkmal der Zeitschrift ist der hohe Anteil an theoretischen Arbeiten im Vergleich zu anderen Zeitschriften der Disziplin. Als Leser und Leserinnen adressiert die Zeitschrift insbesondere die Wissenschaftsgemeinschaft.

## Reputation
Die ZfPäd gehört zu den wenigen deutschsprachigen Zeitschriften im Bereich der Erziehungswissenschaft, die im Social Science Citation Index (vgl. Web of Science) geführt werden, was auf ihre internationale Reputation hinweist. Der Impact Factor der ZfPäd lag 2019 bei 0,248 und stieg im Jahr 2022 auf 0,4. In der Statistik des Social Science Citation Index belegte die ZfPäd damit Rang 260 von 269 Journals in der Kategorie „Education & Educational Research“. Innerhalb der deutschsprachigen Erziehungswissenschaft genießt die ZfPäd zusammen mit der Zeitschrift für Erziehungswissenschaft im Bereich der Allgemeinen Erziehungswissenschaft die höchste Reputation.

## Erscheinungsverlauf
Gegründet wurde die Zeitschrift 1955 von Fritz Blättner, Otto Friedrich Bollnow, Josef Dolch, Wilhelm Flitner und Erich Weniger und erscheint seit dem in der Verlagsgruppe Beltz in Weinheim/ Basel. Bis 1963 erschien sie vierteljährlich und seit dem zweimonatlich. Seit den frühen Achtzigerjahren durchlaufen die eingereichten Manuskripte ein Peer-Review-Verfahren durch zwei thematisch einschlägige Gutachter. Dieses wurde in den 1990er-Jahren zu einem Double-Blind-Peer-Review-Verfahren erweitert.
Eine Vielzahl der erschienenen Publikationen ist auf peDOCS frei zugänglich. Dabei ist die ZfPäd die Zeitschrift, die auf peDOCS die höchste Anzahl an frei verfügbaren Artikeln aufweist (2177 Artikel, Stand: 2023).

## Organisation
Nach Gründung der Zeitschrift wurde sie von Cristina Allemann-Ghionda, Dietrich Benner, Herwig Blankertz, Sigrid Blömeke, Hans Bohnenkamp, Wolfgang Brezinka, Josef Derbolav, Reinhard Fatke, Andreas Flitner, Carl-Ludwig Furck, Georg Geißler, Oskar Hammelsbeck, Ulrich Herrmann, Walter Hornstein, Wolfgang Klafki, August Klein, Eckhard Klieme, Doris Knab, Andreas Krapp, Martinus J. Langeveld, Ernst Lichtenstein, Wolfgang Scheibe, Hans Scheuerl, Hans Schiefele, Tina Seidel, Heinz-Elmar Tenorth und Franz Vilsmeier fortgeführt.
Die aktuellen Herausgeber sind Heidrun Allert, Sabine Andresen, Johannes Bellmann, Marcelo Caruso, Kai S. Cortina, Colin Cramer, Werner Helsper, Merle Hummrich,  Roland Merten, Jürgen Oelkers, Hans Anand Pant, Sabine Reh, Roland Reichenbach, Martin Rothland, Susan Seeber, Petra Stanat, Tanja Sturm, Ewald Terhart und Rudolf Tippelt.
Geschäftsführender Herausgeber ist seit Sommer 2021 Johannes Bellmann (Universität Münster), der die Position von seinem Vorgänger Marcelo Caruso (Humboldt-Universität zu Berlin) übernahm. Die Position der geschäftsführenden Herausgeberschaft wechselt innerhalb des Herausgeberkreises in einem Turnus von drei bis sechs Jahren.

## Die ZfPäd als Gegenstand der Wissenschaftsforschung
In ihrer Geschichte ist die ZfPäd bereits mehrmals selbst zum Gegenstand wissenschaftlicher Forschung geworden. So legte Heinz-Elmar Tenorth 1986 anlässlich des 25-jährigen Bestehens der Zeitschrift auf der Grundlage der Beiträge der ZfPäd eine Analyse der „Transformation der Pädagogik“ vor und gab so einen Überblick über Trends der Themenentwicklung der Zeitschrift zwischen 1955 und 1979, wodurch Tenorth zugleich Anregungen für die empirische Wissenschaftsforschung in der Erziehungswissenschaft gegeben hat. Anknüpfend an diese Untersuchung arbeitete Edwin Keiner 1999 das Profil der ZfPäd von 1955 bis 1990 in einer umfangreichen Studie zur kommunikativen Praxis der Erziehungswissenschaft heraus. Zuletzt verglichen Klaus Zierer, Hubert Ertl, David Phillips und Rudolf Tippelt in mehreren Artikeln das Publikationsaufkommen der ZfPäd mit anderen deutsch- und englischsprachigen Zeitschriften der Allgemeinen Erziehungswissenschaft sowie die Profile von 14 verschiedenen erziehungswissenschaftlichen Fachzeitschriften. Dabei zeigten die Autoren, dass die ZfPäd im Vergleich zur Zeitschrift für Erziehungswissenschaft und Zeitschrift für Soziologie der Erziehung und Sozialisation den höchsten Anteil wissenschaftstheoretischer Beiträge und im Vergleich zu allen 14 untersuchten Zeitschriften den größten Anteil historischer Beiträge aufwies.

## Belege
1. ↑  Zeitschrift für Pädagogik, auf zdb-katalog.de
2. ↑  vgl. Hornbostel & Keiner, 2002, S. 637
3. ↑  Zeitschrift für Pädagogik, auf beltz.de
4. ↑  vgl. Keiner, 1999, S. 205
5. ↑  vgl. Zierer, Ertl, Phillips & Tippelt, 2013, S. 421
6. ↑  vgl. Weimer & Tunger, 2023, S. 108
7. ↑  InCites Journal Citation Reports. Abgerufen am 4. März 2024.
8. ↑  vgl. Dees & Botte, 2010, S. 9
9. ↑  vgl. Tenorth & Oelkers, 2004, S. 794
10. ↑  vgl. Weimer & Tunger, 2023, S. 103
11. ↑  Zeitschrift für Pädagogik. Beltz, abgerufen am 4. März 2024.
12. ↑  vgl. Tenorth & Oelkers, 2004, S. 793
13. ↑  Zierer, Ertl, Phillips & Tippelt 2013
14. ↑  Zierer, Ertl, Phillips & Tippelt 2014
15. ↑  vgl. Zierer, Ertl, Phillips & Tippelt, 2014, S. 101